# フランス・アルジェリア戦争 (1681年-1688年)
1681年から1688年までの間に発生したフランス・アルジェリア戦争は、バルバリア海賊殲滅の為にフランス王国がオスマン帝国領アルジェリアに対して行った広範囲な遠征のことである。

## 前史
1680年10月、バルバリア海賊は宣戦布告なしに多数のフランス船を捕獲し、船長と乗組員を奴隷としてアルジェへ連行した。10月18日、アルジェのデイ（Dey、太守）であったババ・ハッサンは時のフランス王だったルイ14世に対する宣戦布告を公式に行い、10月23日、フランス領事館のジャン・ル・ヴァシェ（Jean Le Vacher）への敵対行為の開始を発表した。ジャンは同時に、12隻の軍艦に海へ出るよう命じた。これを知ったルイ14世は、大臣に懲罰として遠征の準備を命じた。

## 第一次アルジェ砲撃
作戦の成果を評価するのは困難である。1682年の戦闘ではアルジェリア人が500人死亡し、建物は50棟が破壊されたという。フランス艦隊は大きな損害を被ることなく、アルジェの港や都市に深刻な被害を与えることに成功し、このことはハッサンをして講和を申し入れしめた。デュケスネに課せられた使命は、ハッサンを完全に屈服させることであったが、時間と天候がそれを許さなかった。
1682年10月11日、作戦が目的を達成できなかったことを知ったルイ14世は、不快感を露わにしたという。しかしデュケスネは、280発という比較的少数の爆弾が都市に及ぼした圧倒的なまでに大きな影響に気がついていた。これ以降1683年、1684年、1688年と続いたフランス軍の砲撃で、デュケスネとトゥールヴィル伯（アンヌ・イラリオン・ド・コタンタン）は、奴隷として拘束していたすべてのキリスト教徒を解放するようハッサンに迫ったが、オスマン帝国領アルジェリアが地中海でヨーロッパの商船に対して行っていた私掠船（corsair）戦争を終結させることはできなかった。なお、マルセイユのユダヤ人は、フランスによる攻撃が差し迫っていることについてアルジェのユダヤ教徒に警告を発した疑いがあり、これにより彼らは一時的に同市から追放された。

## 第二次アルジェ砲撃
デュケスネは再びアルジェを砲撃するために出航した。爆撃は6月26日から27日の夜に始まり、24時間以内に22発が発射され300人のアルジェリア人が死亡した。太守ハッサンはなおも抵抗を続けんとしたものの、住民から和平を促された。デュケスネはすべてのキリスト教徒の奴隷の引き渡しを条件に停戦に同意。ハッサンは延長を要請し、デュケスネは以下の条件を定めた上で受容した。
- 全クリスチャン奴隷の解放
- 海賊がフランスから押収した全物品の価値に相当する賠償金
- 海軍に対する敵対行為に対して、ルイ14世の許しを請うための厳粛な使節を送ること

この条件を受けて、デイは抵抗を続けることを決意した。

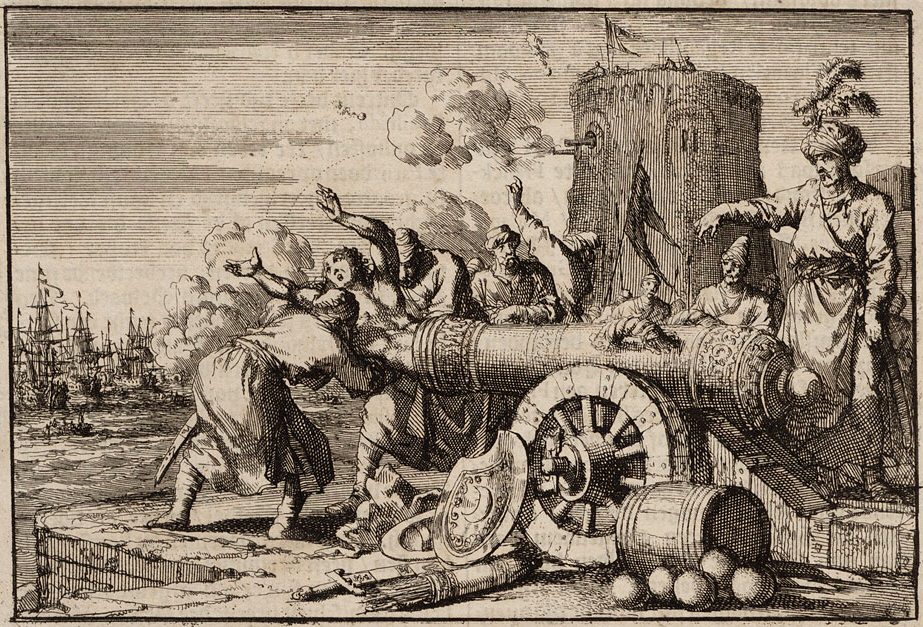
領事ル・ヴァーシェの死を示すオランダの版画（1698年）

その後、オスマン帝国領アルジェリアの司令官の1人であるメッツォ・モルト・フセイン・パシャ（Mezzo Morto Hüseyin Pasha）が指揮を執り、は、指揮権を握り、フランスとの条約に合意した太守ハッサンを小心者であると非難した。
そして、ハッサンを死刑に処した後、イェニチェリによってメッツォ・モルト・フセイン・パシャはその後継者として称賛された。やがて、アルジェのカスバ（カスバはCasbahを参照、太守の城塞を指す）の高台から掲げられた赤い旗が、デュケスネに戦闘の再開を知らせた。アルジェリア人は、フランス領事のジャン・ル・ヴァシェを大砲の口に縛り付けて、投げつけられた爆弾に対して反撃した。7月28日、ヴァシェの粉々になった手足が、吹き飛んだ他のフランス人捕虜の手足とともにフランス軍船の甲板に落ちてきたという。
アルジェリア人が激しく抵抗したにもかかわらず、街は大規模な火事に巻き込まれ、宮殿、モスク、その他街中の多くの建物を焼き尽くし、負傷者は避難所を見つけられなかった。弾薬が足りていれば、アルジェは廃墟になっていただろうが、爆撃は7月29日に終了した。バルバリア海賊の誇りは粉々に砕かれ、フランス艦隊が帰還すると、アルジェ側はジアファル・アガ・エフェンディ（Djiafar-Aga-Effendi）率いる使節を送り、海賊がフランスに与えた傷と残虐行為の許しをルイ14世に乞うた。
ハッサンに替わってデイとなったメッツォ・モルト・フセイン・パシャは、さらに546人の捕虜の解放に同意したが、当時79歳だったデュケスネとの和平協定締結を拒否したため、ルイ14世は別の使者として先述のトゥールヴィル伯アンヌ・イラリオン・ド・コタンタンを送り、太守と交渉するように命じた。フランスの海岸を無防備にすることなどを盛り込んだ、100年間の和平が合意されたが、5年後にアルジェが条約に違反したため、フランスは再びアルジェを砲撃した。ジャン2世・デストレ提督はデイに新たな和平協定を求め、1688年9月27日に調印。アルジェリア側はこれを尊重した。その後、バルバリア海賊の船長はフランス沿岸部を避けながら他の地域を襲撃し、スペインの沿岸地域に大きな損害を与えた。

## 第三次アルジェ砲撃
1688年、アルジェの海賊によって違反された平和条約を履行するべく、ルイ14世がオスマン帝国領アルジェリアに対して軍事遠征を命じた。この時の遠征隊は31隻の船と10隻のガリオットで構成され、ジャン2世・デストレが指揮した。戦隊は6月26日にアルジェに到着した。都市は深刻な損害を受けたものの、砲兵の防御はこれまでのフランスによる砲撃以来強化されていた。結果、フランス艦隊は数隻の船を失い、16日後に撤退せざるを得なくなった。メッツォ・モルトはフランスの海岸や船舶を攻撃して報復した。

## その後
1688年の終わりまでに、太守メッツォ・モルト・フセイン・パシャはイスタンブールからの代表団がアルジェに上陸することを許さないようになっていた。こういった力の誇示に対して、影響力を恐れていたイェニチェリたちは、ハジ・シャバーヌを後継者に選んだ。フランスとの関係は、1688年中に太守のモハメッド・エル・アミン（Mohammed-el-Amine）がフランスに大使を派遣して以来、改善・修復され、1689年9月24日、アルジェで条約が調印された。